# 黄峥 (外交官)
黄峥（1968年11月—），中华人民共和国外交官，曾任中华人民共和国驻密克罗尼西亚联邦特命全权大使，现任中华人民共和国驻科摩罗联盟特命全权大使。

## 生平
1992年，进入中华人民共和国外交部工作，先后在外交部条约法律司、驻以色列大使馆、外交部政策研究室（后改政策研究司）任职。2008年，任常驻联合国代表团参赞。2012年，任外交部香港澳门台湾事务司参赞。2013年，任外交部政策规划司参赞。2015年，升任外交部政策规划司副司长。2018年5月，出任中华人民共和国驻密克罗尼西亚联邦大使。2022年12月，自驻密克罗尼西亚联邦大使离任。回国后任外交部政策规划司大使。2025年8月，出任中华人民共和国驻科摩罗大使。

### 驻密联邦大使
2019年6月13日，密克罗尼西亚联邦新任总统大卫·帕努埃洛会见黄峥，请求中国对其主权基金提供援助。同年8月2日，中国向其主权基金捐助了200万美元。

## 家庭
已婚，有一女。